# Ga Jeungmi
Ga Jeungmi (Tiếng Hàn: 증미역, Hanja: 曾米驛) là ga tàu điện ngầm trên Tàu điện ngầm Seoul tuyến 9, nằm ở Deungchon-dong, Gangseo-gu, Seoul.

## Lịch sử
- 18 tháng 9 năm 2008: Tên ga được quyết định là Ga Jeungmi [1]
- 24 tháng 7 năm 2009: Bắt đầu hoạt động với việc khai trương đoạn Gaehwa ~ Sinnonhyeon của Tàu điện ngầm Seoul tuyến 9

## Bố trí ga
| Gayang ↑    |
| \| W/B      |
| ↓ Deungchon |

| Hướng Tây  | ● Tuyến 9 | Địa phương | ← Hướng đi Gayang · Magongnaru · Sân bay Quốc tế Gimpo · Gaehwa                     |
| Hướng Đông | ● Tuyến 9 | Địa phương | → Hướng đi Yeomchang · Dangsan · Noryangjin · Bệnh viện cựu chiến binh Trung ương → |

## Xung quanh nhà ga
| Lối ra \| 나가는 곳 \| Exit \| 出口 | Lối ra \| 나가는 곳 \| Exit \| 出口 |
| ----------------------------------- | --- |
| 1                                   | Gangnaru Hyundai APT Văn phòng Gangseo-gu Tòa nhà Gayang-dong Ủy ban bầu cử Gangseo-gu Trung tâm lưu trữ phương tiện kéo Gangseo-gu Trung tâm cộng đồng Gayang 3-dong |
| 2                                   | Trung tâm thương mại Blue Nine Trường trung học Sehyeon Khu phức hợp Gayang 9 Trung tâm giải trí Gangseo                                                              |
| 3                                   | Yeomchang Lotte Castle APT Deungchon Taeyoung APT |
| 4                                   | Trạm cứu hỏa Gangseo Trường tiểu học Seoul Baekseok Trung tâm cộng đồng Deungchon 1-dong                                                                              |

## Hình ảnh

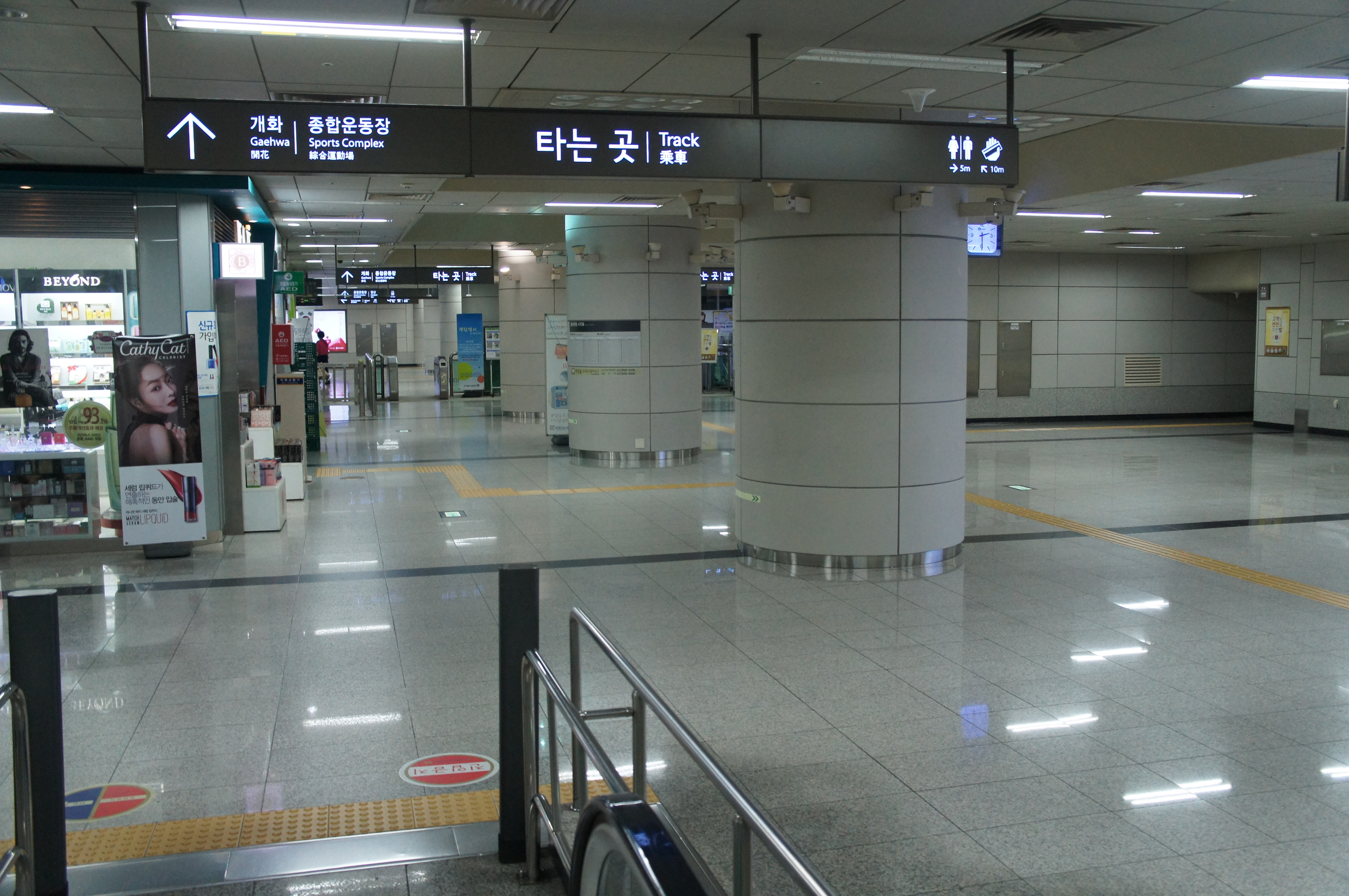
Phòng chờ
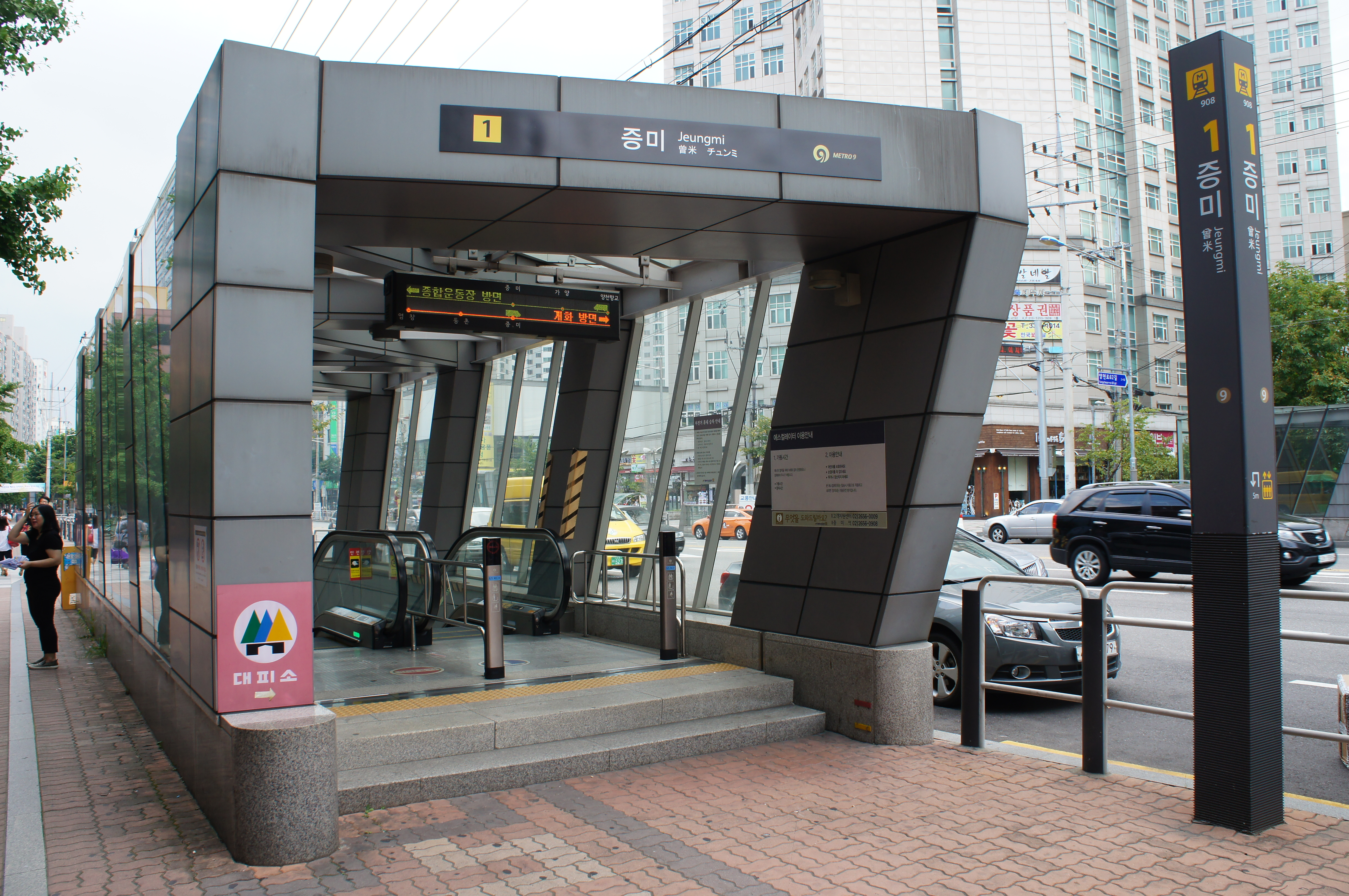
Lối ra 1
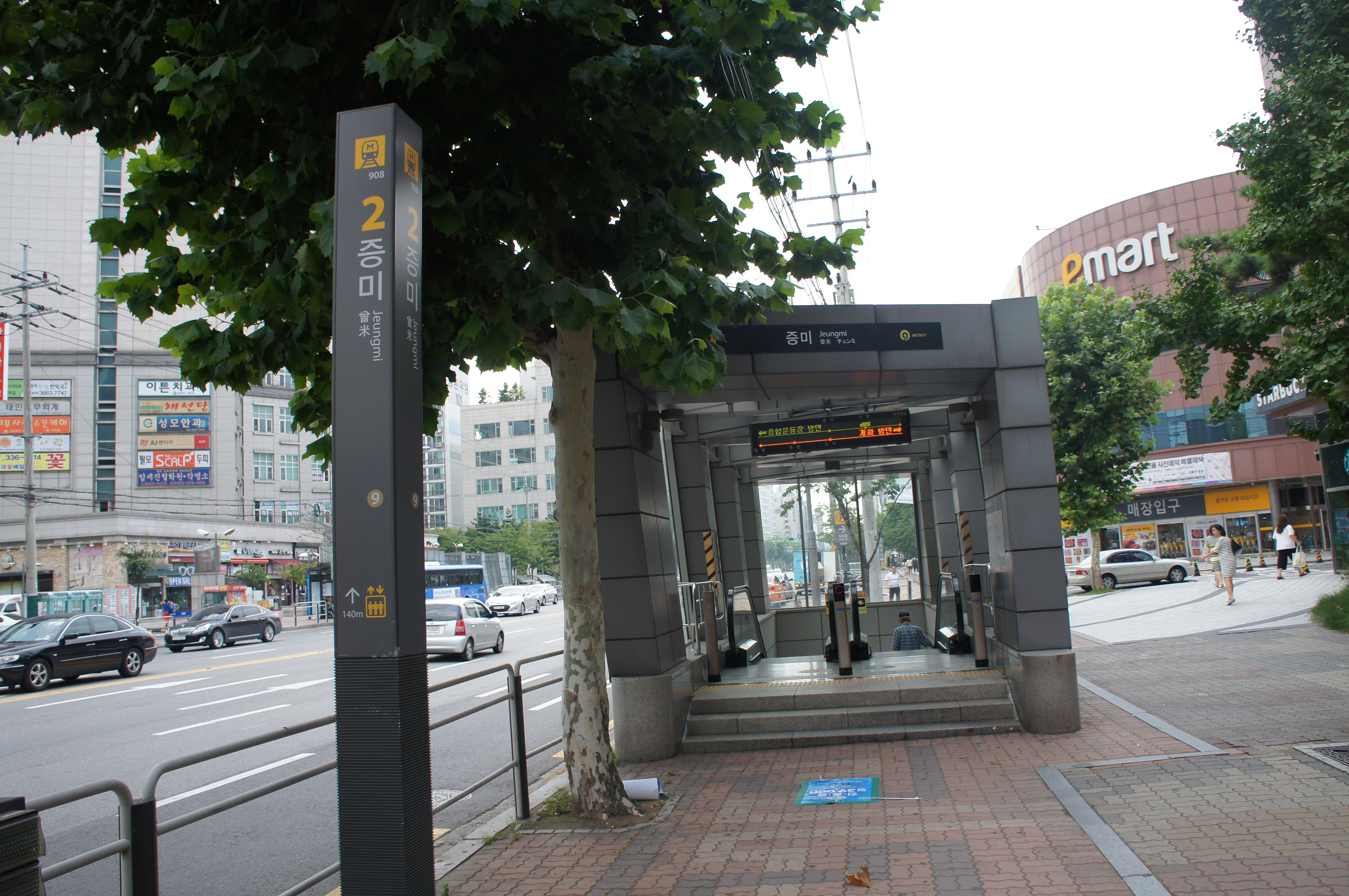
Lối ra 2
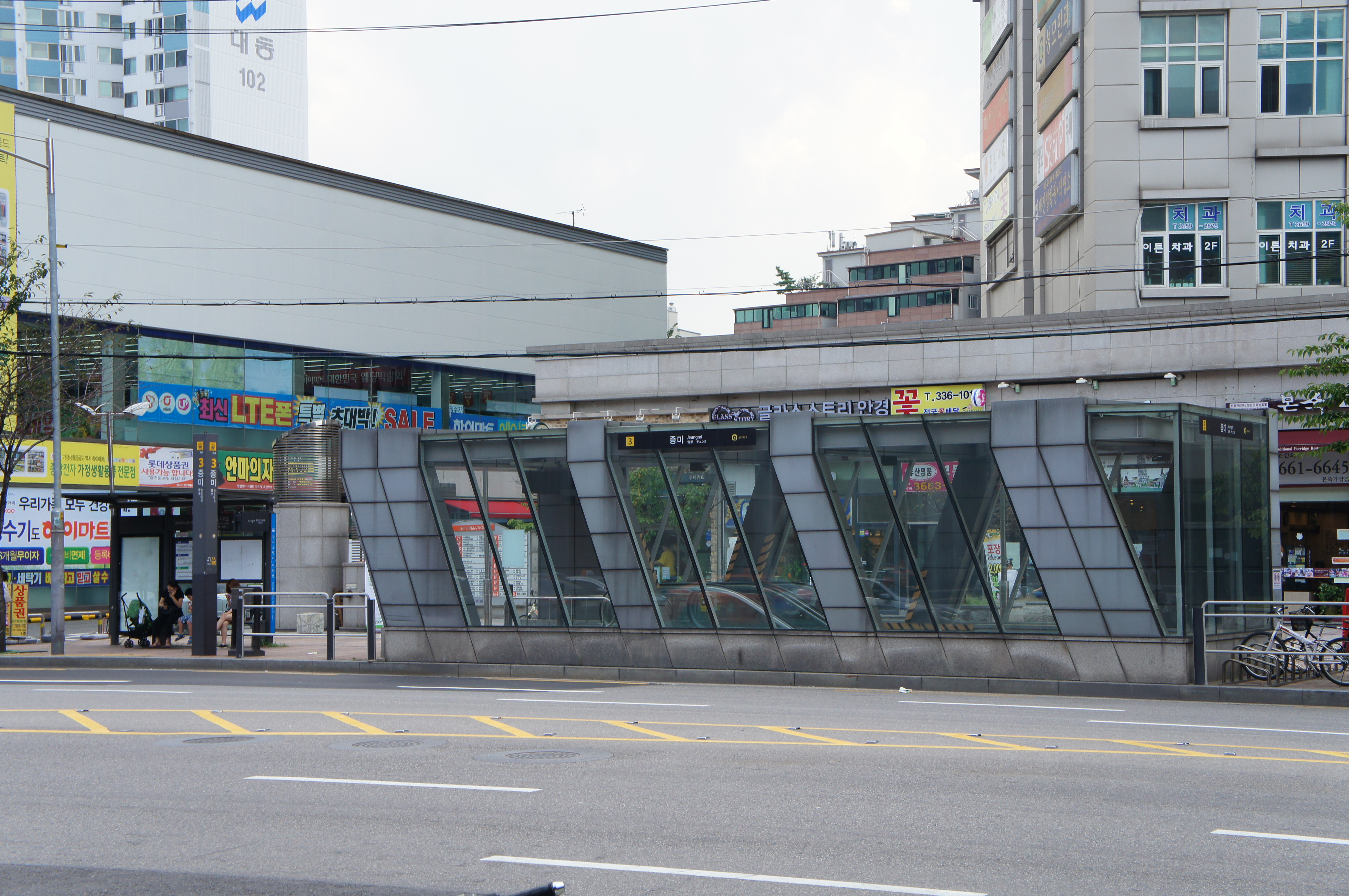
Lối ra 3